# Сераус
Сераус — руины укреплённого поселения X—XIII века, находящиеся на Южном берегу Крыма на одноимённой небольшой горе, отроге Бабуган-яйлы, в 4 км к западу от Алуштына высоте 628 м. Решением Крымского облисполкома № 16 (учётный № 174) от 15 января 1980 года «укрепление на горе Сераус» X—XIII века объявлено историческим памятником регионального значения.

План укрепления из статьи О. И. Домбровский «Средневековые поселения и "Исары" Крымского Южнобережья».

## Описание
Укрепление располагалось на вершине горы, которая была ограждена по периметру крепостной стеной (толщиной 1,9—2,4 м, сохранилась в виде каменного вала высотой до 1 м, шириной 8 м) в виде неправильного многоугольника, сложенной из бута насухо. Площадь укрепления около 1,7 гектара, с юга, запада и севера имелось три входа, в северной стене располагались ворота шириной 2,6 м (сохранились остатки проёма), к воротам вела колёсная дорога. Внутри крепости руины строений обнаружены в южной части, там же была небольшая церковь (размерами 4,5 ны 8,2 м), построенная из бута на известковом растворе с черепичной кровлей. Археологические раскопки на памятнике не производились, потому назначение укрепления, как и подробности жизни и оставления жителями пока неясны.

## История изучения
В научный оборот памятник ввёл Н. И. Репников в 1935 году. И. И. Пузанов в «Путеводителе» 1929 года в описании экскурсии на Сераус о развалинах ещё не упоминает. Очень кратко писал о крепости Е. В. Веймарн в 1947 году, П. Н. Шульц в отчёте о работе тавро-скифской экспедиции за 1947 год считал Сераус таврским укреплением. Как «очень мало изученное укрепление» в статье «Средневековые поселения и „Исары“ Крымского Южнобережья» упоминал О. И. Домбровский в 1974 году.